# سيف النار

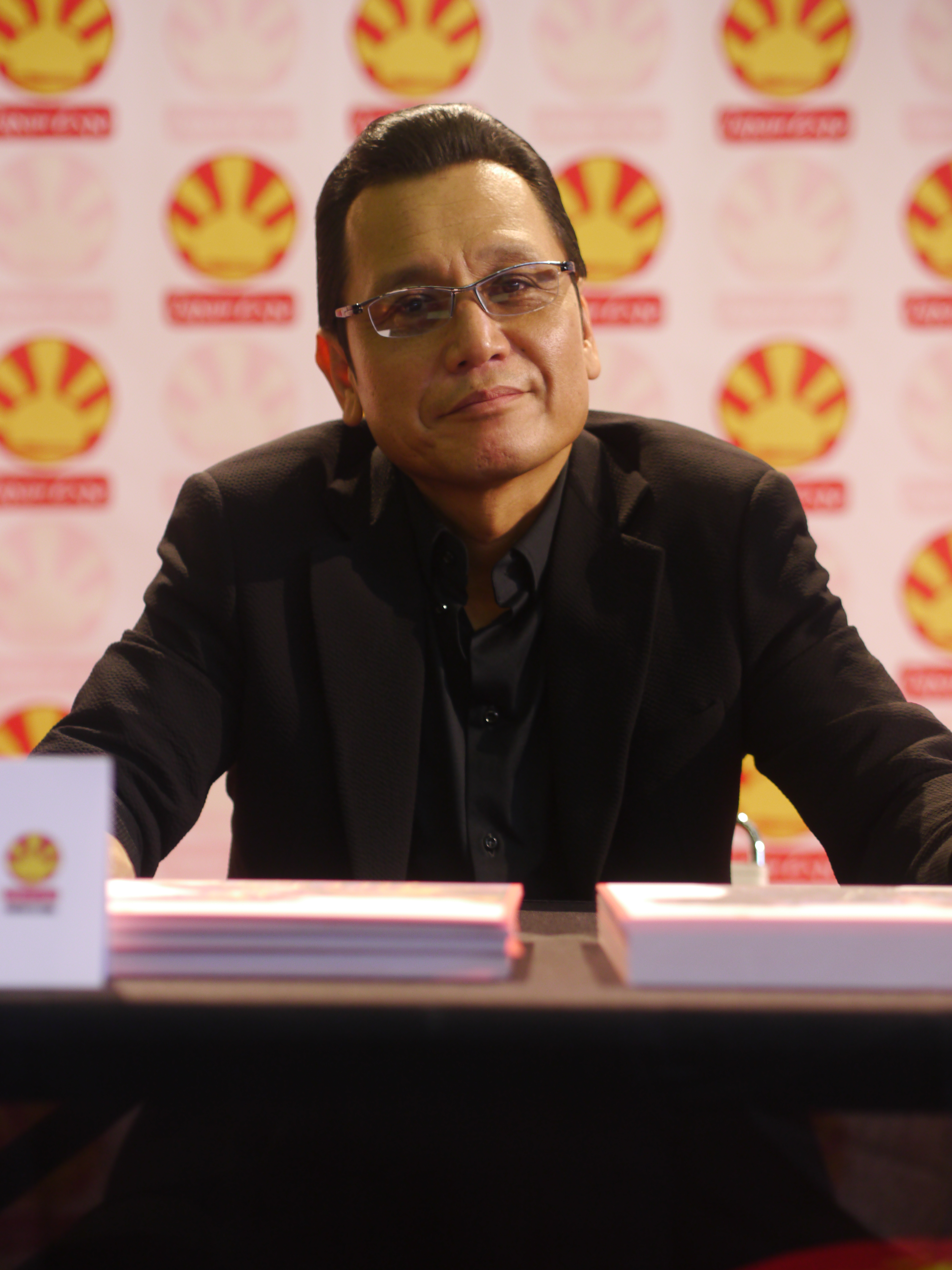
تتسو هارا

قبضة نجم الشمال (باليابانية: 北斗の拳، بالروماجي: Hokuto no Ken) وتنطق (هوكتو نو كين) (بالإنجليزية: Fist of the North Star)، هي سلسلة مانغا يابانية من تأليف برونسون ورسوم تتسو هارا. نشرت في مجلة شونن جمب الأسبوعية للفترة من 1983 إلى 1988 وجمعت في 27 مجلد تانكوبون. اقتبست المانغا إلى مسلسل أنمي تلفزيوني من جزئين وانتاج ستديو توي أنيميشن، عرض في الفترة من 1984 إلى 1987 وبمجموع 152 حلقة على تلفزيون فوجي. وتحولت المانغا إلى امتياز إعلامي اقتبس إلى أنمي وأفلام والعاب فيديو وأوفا.
دبلجت أول 54 حلقة فقط من أول أنمي للمانغا إلى العربية وسمي في الدبلجة العربية سيف النار وعرض على قناة سبيس باور.

## القصة
في سنة 199X اندلعت حرب نووية دمرت معظم أنحاء الكرة الأرضية، وانعدمت الحياة تقريبًا على سطح الأرض، فماتت النباتات وجفت المياه في المحيطات، لتصير الأرض صحراء لا حياة فيها، وصار الطعام والماء، العملة الوحيدة للشراء، فلم تعد هناك قيمة للمال. وفي هذا العالم المضطرب، سيطرت عصابات كبيرة على ما تبقى من حياة، بما في ذلك البشر أنفسهم، وصار قادة هذه العصابات حكامًا للبلاد التي يسيطرون عليها بالقوة.
تبدأ رحلة كينشيرو في القصة، عندما تتعرض له مجموعة من رجال (زد) أحد قادة العصابات، فيقتلهم بأسلوب غريب، إذ يموتون بانفجار أجسامهم بعد فترة من تعرضهم لهجومه. وفيما يكمل بحثه عن الماء، يقع في الأسر على يد قوة حراسة القرية، ويوضع في السجن مع لص اسمه باتو، وتكون في حراسة السجن فتاة يتيمة اسمها لين، تحضر له ماءً وطعاما.
يخبر باتو كينشيرو، أن لين لا تستطيع أن تتكلم، لأنها تعرضت إلى صدمة نفسية قوية، عندما رأت مقتل أبويها أمام عينيها. فيطبق كين عليها علاجًا من فن نجم الشمال ويتركها. تتعرض القرية بعد قليل لهجوم عصابة زد، فيأتي رجل ليخبر لين أن عليها أن تقاتل أيضًا، فتذهب وتترك المفتاح أمام باب الزنزانة. فيقول باتو إن لين ستُقْتَل لأن زد لا يفرق بين رجل وامرأة وشيخ. ينطلق سيف إلى ساحة السجن بعد أن حطم بابه، وهناك تتكلم لين وهي على وشك أن تموت في يد (زد). يقاتل كين زد ويقضي عليه وعلى رجاله بأسلوب فن نجم الشمال. يترك كين القرية خوفًا على أهلها، فيتبعه كل من باتو ولين، ويرافقاه في رحلة البحث عن (شين) الملك الذي تتبع له عصابات كثيرة بما فيها عصابة زد.

## الشخصيات
- كينشيرو / كين (ケンシロウ)

أداء صوتي: أكيرا كاميا (اليابانية)، رأفت بازو (العربية)
هو وريث فن القتال والاغتيال المعروف باسم (فن نجم الشمال).
- راو (ラオウ)

أداء صوتي: كينجي أوتسومي (اليابانية)، محمد مصطفى (العربية)
الأخ الأكبر والأقوى لكينشيرو، يرغب بالسيطرة على العالم باستخدام قبضته واستبعد من حق الوراثة نظرا لشدة قسوته في معاملة خصومه وعدم التزامه بقانون فن نجم الشمال.
- توكي (トキ)

أداء صوتي: تاكايا هاشي (اليابانية)، مروان فرحات (العربية)
مالك الوصية من معلمه، وهو أحد أخوة كينشيرو ولكن، بسبب القنبلة النووية وتأثير الغبار النووي عليه جعله يتنازل عن وراثة فن نجم الشمال لكينشيرو.
- جاغي (ジャギ)

أداء صوتي: كوجي توتاني (اليابانية)، محمد خير أبو حسون (العربية)
أخو كينشيرو بالتبني، مع أنه أكبر سناً لكنه أضعف من كين وأخلاقه فاسدة لذلك استبعد من حق الوراثة.
- ريوكين (リュウケン)

أداء صوتي: جونجي تشيبا (اليابانية)، مروان فرحات (العربية)
- كوريا (コウリュウ)

أداء صوتي: هيديكاتسو شيباتا
- شين (シン)

أداء صوتي: توشيو فوروكاوا (اليابانية)، مروان فرحات (العربية)
النجم الميت من نجوم نجم الجنوب، لقب نفسه بالملك، كان صديقاً لكين يستغل جاكي حبه ليوريا لجعله شريراً ولينقلب على كين ويختطف يوريا منه بالقوة.
- راي (レイ)

أداء صوتي: كانيتو شيوزاوا (اليابانية)، عادل أبو حسون (العربية)
أحد نجوم قبضة نجم الجنوب الستة ويسمى نجم العدالة، صديق كنشيرو. تنتهي اسطورته بعد قتاله مع كين اوه / راو حيث يعاني ثلاثةأيام قبل أن يموت متأثراً بإصابته.
- ساوثر (サウザー)

أداء صوتي: بانجو غينغا
خصم عنيد لكنشيرو، ملك الجنوب وأقوى رجل يملك قبضة نجم الجنوب أيضاً ويحرسه ٣ من النجوم الجنوبية الستة، يصطدم مع كينشيرو نتيجة جبروته وظلمه.
- يوليا (ユリア)

أداء صوتي: يوريكو ياماموتو (اليابانية)، أنجي اليوسف (العربية)
آخر نجوم النانتو جُلبت في طفولتها إلى معبد هوكتو شين كين لتتزوج الوريث وينتهي بذلك الخلاف بين الهوكتو والنانتو.
- بات (バット)

أداء صوتي: ايكيريوساي تيو (كطفل)، كييتشي نانبا (كبالغ) (اليابانية)، بثينة شيا (العربية)
كان لصاً في البداية ولحق بكين طمعا في الحصول على طعام ثم يتعلم الإنسانية ويصبح صديق لكنشيرو.
- لين (リン)

أداء صوتي: توميكو سوزوكي (كطفلة)، مينا توميناغا (كبالغة) (اليابانية)، رغدة الخطيب (العربية)
فتاة صغيرة، مات والداها وأخوها الكبير على يد المجرمين، تعلقت بكينشيرو نظراً لقوته ورقة قلبه.

## الألعاب الإلكترونية
بعد النجاح الكبير لمانغا وأنمي قبضة نجم الشمال، ظهرت سلسلة من الألعاب الإلكترونية حول شخصية البطل كينشيرو للقضاء على خصمه اللدود راو، بدأتها لعبة هوكتو نو كين على جهاز نينتندو وهي مكونة من أربعة أجزاء، ومن ثم ظهرت على نظام سوبر نينتندو إنترتينمنت سيستم، وتستمر حتى ظهور لعبة هوكتو نو كين ((قبضة نجم الشمال)) على نظام البلاي ستيشن الأول بنسخة يابانية، وبعدها ظهرت على البلاي ستيشن 2 والبلاي ستيشن 3 وتستمر الأسطورة على ألعاب الكمبيوتر حتى يومنا هذا.

## وصلات خارجية
- Shin Kyuseishu Densetsu - Hokuto no Ken official website (باليابانية)
- Toei Animation's official Seikimatsu Kyūseishu Densetsu: Hokuto no Ken website (باليابانية)
- Animax's official Seikimatsu Kyūseishu Densetsu: Hokuto no Ken website (باليابانية)
- Official English subtitled episodes at CrunchyRoll
- Official English subtitled episodes at Funimation

قبضة نجم الشمال على موقع ميوزك برينز (الإنجليزية)
- قبضة نجم الشمال على موقع ميوزك برينز (الإنجليزية)
- قبضة نجم الشمال على موقع ANN manga (الإنجليزية)